# Alchemilla madurensis
Alchemilla madurensis är en rosväxtart som först beskrevs av Werner Hugo Paul Rothmaler, och fick sitt nu gällande namn av G. Panigrahi och K.M. Purohit. Alchemilla madurensis ingår i släktet daggkåpor, och familjen rosväxter. Inga underarter finns listade i Catalogue of Life.